# Medalistki mistrzostw Polski seniorów w biegu na 500 metrów
Medalistki mistrzostw Polski seniorów w biegu na 500 metrów – zdobywczynie medali seniorskich mistrzostw Polski w konkurencji biegu na 500 metrów.
Mistrzostwa Polski w rzadko obecnie rozgrywanym biegu na 500 metrów kobiet odbyły się tylko trzykrotnie, w latach 1949-1951. W tych latach nie rozgrywano mistrzostw w biegu na 400 metrów (pierwsze odbyły się w 1952) ani w biegu na 800 metrów (odbywały się zarówno przed, jak i po tym trzyletnim okresie).
Jedyną zawodniczką, która zdobyła więcej niż jeden medal na tym dystansie, jest Michalina Wawrzynek startująca pod panieńskim nazwiskiem Piwowar, zdobywczyni dwóch tytułów mistrzowskich. Do niej należy również rekord mistrzostw Polski seniorów, który wynosi 1:19,6 i pochodzi z mistrzostw w 1951 w Warszawie.

## Medalistki
| NR – rekord kraju \| PB – rekord życiowy \| SB – najlepszy wynik w sezonie \| NL – najlepszy wynik w polskich tabelach w sezonie |

| Mistrzostwa   | 1. miejsce                      | Rezultat | 2. miejsce                          | Rezultat | 3. miejsce                         | Rezultat |
| Łódź 1949     | Rita Milewska LZS Żurawica      | 1:23,6   | Elżbieta Bocian Budowlani Gdańsk    | 1:24,9   | Anna Borkowska Czarni Wrocław      | 1:26,3   |
| Kraków 1950   | Michalina Piwowar Stal Katowice | 1:20,2   | Halina Wydra Związkowiec Puławy     | 1:23,3   | Barbara Dalkowska Ogniwo Pabianice | 1:24,4   |
| Warszawa 1951 | Michalina Piwowar Stal Katowice | 1:19,6   | Genowefa Minicka Budowlani Szczecin | 1:19,6   | Danuta Górecka Gwardia Wrocław     | 1:19,8   |

## Klasyfikacja medalowa
W historii mistrzostw Polski seniorów na podium tej imprezy stanęło w sumie 8 biegaczek. Tylko Michalina Piwowar wywalczyła 2 medale.
| Lp. | Zawodniczka       | Złoto | Srebro | Brąz | Razem |
| 1.  | Michalina Piwowar | 2     | 0      | 0    | 2     |
| 2.  | Rita Milewska     | 1     | 0      | 0    | 1     |
| 3.  | Elżbieta Bocian   | 0     | 1      | 0    | 1     |
| 3.  | Genowefa Minicka  | 0     | 1      | 0    | 1     |
| 3.  | Halina Wydra      | 0     | 1      | 0    | 1     |
| 6.  | Anna Borkowska    | 0     | 0      | 1    | 1     |
| 6.  | Barbara Dalkowska | 0     | 0      | 1    | 1     |
| 6.  | Danuta Górecka    | 0     | 0      | 1    | 1     |